# Yaikel Pérez
Pour les articles homonymes, voir Pérez.
Yaikel Pérez Rousseaux, né le 17 février 1985 à Cotorro, La Havane, est un footballeur professionnel cubain qui évolue chez les Fort Lauderdale Strikers en NASL.

## Biographie

### Carrière à Cuba
Pérez est sélectionné pour participer à la Gold Cup 2005 aux États-Unis avec l'équipe nationale cubaine. Il profite de cette compétition pour faire défection et demander asile aux États-Unis. Remplaçant, il n'est pas entré en jeu lors de cette compétition.

### Carrière professionnelle en club
Il signe en Première division de l'USL avec le Miami FC pour la saison 2006. Après cette première saison en pro, son contrat n'est pas prolongé. Il rejoint brièvement le championnat amateur de Premier Development League et le Laredo Heat avant de retrouver la Caraïbe et le club portoricain du Sevilla FC.
Le 9 mars 2010, le Crystal Palace Baltimore annonce la signature de Pérez qui disputera 17 matchs pour 1 but en D2 nord-américaine.
Il commence la saison 2011 avec les Portoricains du CA River Plate en USL Pro (D3 nord-américaine) mais quitte l'équipe lorsque l'USL renonce à son ouverture aux clubs portoricains. Il reste néanmoins fidèle à cette île en rejoignant les Puerto Rico Islanders à l'étage supérieur en NASL (D2 nord-américaine).